# ゲーザ2世 (ハンガリー王)
ゲーザ2世 （II. Géza, 1130年 - 1162年5月31日）は、ハンガリー王及びクロアチア王（在位：1141年 - 1162年）。

## 生涯
1141年、父ベーラ2世が亡くなってわずか3日後に即位したが、幼少のため母イロナが摂政を務めた。1156年、東ローマ皇帝マヌエル1世が差し向けたアンドロニコス・コントステファノス率いる討伐軍に敗北し、息子であるベーラ3世を人質に差し出して東ローマの宗主権を認めることになった。この現状を打開するため、神聖ローマ帝国と結ぼうとしたが、結局死ぬまで東ローマの介入に苦しめられた。

## 子女
1146年、キエフ大公ムスチスラフ1世の娘エウフロシネと結婚した。以下の子をもうけている。
- イシュトヴァーン3世（1147年 - 1172年） - ハンガリー王（1162年 - 1172年）
- ベーラ3世（1148年 - 1196年） - ハンガリー王（1172年 - 1196年）
- エルジェーベト（1149年 - 1189年以降） - 1147年にボヘミア公ベドジフ（チェコ語版）と結婚
- ゲーザ（1150年 - 1210年以降）
- オドラ（生没年不詳） - ボヘミア公スヴァトプルクと結婚
- イロナ（1158年 - 1199年） - 1172年にオーストリア公レオポルト5世と結婚
- マルギト（1162年生 - 1208年）